# Her Only Pal
Her Only Pal è un cortometraggio muto del 1912 diretto da Lewin Fitzhamon.

## Trama
Un vagabondo ruba il cane di una fioraia, vendendolo a un medico che lo vuole usare per le sue ricerche.

## Produzione
Il film fu prodotto dalla Hepworth.

## Distribuzione
Distribuito dalla Hepworth, il film - un cortometraggio in una bobina  - uscì nelle sale cinematografiche britanniche nel gennaio 1912.